# Leon Jonas Thieme
Leon Jonas Thieme (* 16. April 2004 in Riesa) ist ein deutscher zeitgenössischer Komponist für Instrumentalmusik und Multiinstrumentalist.

## Werdegang
Mit sechs Jahren begann Thieme mit dem Akkordeonunterricht an der Kreismusikschule „Gebrüder Graun“. Später folgte die musikalische Ausbildung in den Fächern Klavier, Gesang, Musiktheorie/Gehörbildung/Tonsatz sowie in Komposition.
Seine kompositorischen Fähigkeiten konnte er durch verschiedene Kompositionswerkstätten mit renommierten Komponisten und Orchestern ausbauen.

## Preise und Auszeichnungen
- 2022: Preis der deutschen Orchesterstiftung für “Klang im Nebel”[2]
- 2023: 1. Preis beim international ausgeschriebenen „Wolfgang-Jacobi-Kompositionspreis“ für „…“ (2022) für Akkordeonorchester[3]
- 2023: Preis und Auftragskomposition des IMPULS-Festivals für Neue Musik Sachsen-Anhalt[4]
- 2024: Preis und Kompositionsauftrag des Kuratorium Stadtkultur Halberstadt e.V.

## Ausgewählte Werke

### Für Sinfonieorchester
- Klang im Nebel
- Dust – Staubfarbenes Spiel
- The Nightsky We Looked at
- Elbrandszenen

### Für Akkordeonorchester
- … (2022)
- Above[5]
- A Day Under Southern Skies
- A Day Under Cherry Blossom Trees